# Heinrich Ludwig von Hünecken
Heinrich Ludwig von Hünecken (* 7. Oktober 1767 in Möthlitz; † 30. Mai 1829) war ein deutscher Offizier und Beamter.

## Leben
Heinrich Ludwig von Hünecken wurde als jüngster Sohn des Freiherrn Christoph Friedrich Ludwig von Hünecken, Erbherr auf Dedeleben, Möthlitz, Vehlen und Nizane geboren. Die Familie lebte im Gutshaus Möthlitz. Seine Eltern verstarben in den 1790er Jahren, und sein Bruder Freiherr Christoph Friedrich von Hünecken (* unbekannt; † 23. September 1836) führte die väterlichen Güter weiter.
Er besuchte mehrere Jahre das Domgymnasium in Halberstadt und kam 1782 zum Leibregiment der schweren Reiterei nach Schönebeck. 1790 machte er als Leutnant den Feldzug nach Schlesien mit, und in den folgenden Jahren nahm er auch an den Feldzügen an den Rhein und den niederländischen Flüssen teil. Inzwischen war er zum Rittmeister befördert worden.
Nach der verlorenen Schlacht bei Jena und Auerstedt 1806, bei der er sich in Schönebeck aufhielt, um die Ersatzmannschaft zu sammeln, zu schulen und nachzuführen, waren die Franzosen so schnell wie die Nachrichten in Schönebeck. Er nahm dann noch die ersten Franzosen, die er sah, gefangen, brachte aber anschließend seine Soldaten, die Pferde und Sachen von Wert in Sicherheit. Zuerst flüchtete er nach Magdeburg, aufgrund der dortigen unklaren Verhältnisse flüchtete er weiter nach Mecklenburg und traf unterwegs Gebhard Leberecht von Blücher, der auf dem Rückzug nach Lübeck war. Dieser riet ihm, bei Anklam über die Peene nach Schwedisch-Pommern zu flüchten. Dieser Versuch misslang allerdings, weil bereits zu viele Franzosen vor Ort waren. Er wurde mit seinen Soldaten ausgeplündert und auf ihr Ehrenwort, nicht mehr gegen die Franzosen zu kämpfen, in die Heimat entlassen.
Nachdem er in Dedeleben ankam, nahm er das Amt eines Maire wahr und wurde bald darauf Kanton-Maire bzw. Kreis-Amtmann. Durch seine strenge Bewirtschaftung konnte er in den ihm anvertrauten Gemeinden das Gemeindevermögen wieder auf einen guten Stand bringen.
Während eines Gefechtes am 30. Mai 1813 bei Halberstadt wurde er während eines Erkundungsritts bei Sargstedt in den Bergen des Huy durch Soldaten des russischen Generals Alexander Tschernyschow gefangen genommen, weil diese ihn für einen Spion hielten. Vier preußische Offizieren, die sich im Gefolge des russischen Generals befanden, gelang es, den Verdacht zu entkräften, so dass er wieder in die Freiheit entlassen wurde.
Nach der Schlacht bei Leipzig vom 16. bis 19. Oktober 1813 wurde das linke Elbufer von den Franzosen gesäubert, und nun wurde ein Verwalter gesucht, der mit den militärischen Geschäften und Verhältnissen vertraut war. Daraufhin wurde Kreis-Amtmann Heinrich Ludwig von Hünecken am 3. Februar 1814 zum Landrat ernannt.
Im September 1814 wurde ihm sein Wunsch gewährt, nach Dedeleben zurückzukehren, dort wurde er Landrat des Kreises Osterwieck. 
1816 erfolgte eine neue Kreiseinteilung und er stand seit dem 1. Juli 1816 dem Kreis Oschersleben vor; dieses Amt übte er bis zu seinem Tod aus.